# Epicauta nepalensis
Epicauta nepalensis is een keversoort uit de familie van oliekevers (Meloidae). De wetenschappelijke naam van de soort is voor het eerst geldig gepubliceerd in 1831 door Hope in Gray.